# Nie zdołasz się ukryć
Nie zdołasz się ukryć (hiszp. No te puedes esconder) – amerykański serial kryminalny z 2019 roku, produkcji Telemundo.
Od 24 stycznia 2020 serial jest dostępny globalnie na platformie Netflix.

## Fabuła
Uciekając przed meksykańską przeszłością męża, pielęgniarka i jej córka trafiają do Hiszpanii, gdzie przyjmują nowe tożsamości. Ale w Madrycie też nie będą bezpieczne.

## Obsada[2]
- Blanca Soto jako Mónica
- Eduardo Noriega jako Daniel
- Iván Sánchez jako Álex
- Maribel Verdú jako Inspectora Urrutia
- Samantha Siqueiros jako Natalia
- Peter Vives jako Alberto Torres
- Patricia Guirado jako Eli
- Jorge Bosch jako Velasco
- Pere Ponce jako El Comisario
- Juan Caballero jako Humberto
- Jordi Planas jako Gabriel